# Callosciurus caniceps
Callosciurus caniceps — вид гризунів родини Sciuridae. Вона зустрічається в лісах, на плантаціях і в садах півострова Малайзія, Таїланду, південної М'янми, південного Китаю (Юньнань) і, можливо, західного Лаосу. Її було завезено на острови Рюкю в Японії. Як випливає з назви, її черево зазвичай сіре, хоча іноді червонувате з боків. Залежно від підвиду та пори року, верхня частина тіла сіра, жовтувато-оливкова або червонувата.

## Характеристики
C. caniceps досягає довжини тіла від 19 до 39 сантиметрів, хвіст досягає довжини приблизно від 15 до 24 сантиметрів і ваги приблизно від 227 до 320 грамів. Задня лапа має довжину від 49 до 54 міліметрів, а вухо — від 19 до 23 міліметрів. Хутро на спині тварини від сірого до темно- або оливково-коричневого кольору, тоді як хутро на животі сріблясто-сіре, але також може мати червоні ділянки. Хвіст також сірий з контрастним чорним кінчиком.

## Спосіб життя
Як і всі види роду, C. caniceps веде переважно деревний спосіб життя, зазвичай на висоті до 10 метрів і рідше до 15 метрів. Однак, вона регулярно спускається на землю, щоб шукати їжу. Як і деякі інші білки, цей вид звик до присутності людей і тому зустрічається у вторинних лісах, парках, садах, плантаціях та культивованих ландшафтах. Після аналізу раціону було визначено 13 різних харчових рослин, причому пропорції були розподілені на 45% фруктів, 21% листя, 17% кори та 10% квітів, а також інші компоненти їжі. Ці тварини ведуть денний спосіб життя. Коли їх турбують, тварини видають гучні та повторювані сигнали тривоги.